# Andrónico Luksic Abaroa
Andrónico Luksic Abaroa (Antofagasta, 5. studenoga 1926. – Vitacura, 22. kolovoza 2005.), bio je čileanski poduzetnik hrvatskog podrijetla. Obitelj mu potječe s otoka Brača.

## Životopis
Sin je Polikarpa Lukšića (rođenog na Braču, koji je doselio 1910. godine u Čile) i Bolivijke Elene Abaroe, kćeri ratnog junaka Eduarda Abaroe.
Andronico se je dvaput vjenčavao. Iz braka s Enom Craig ima dvojicu sinova: Andrónica i Guillerma. Kad je starom Andronicu umrla prva supruga 1959. godine, dvije godine poslije oženio je Iris Fontbonu, s kojom je dobio dvije kćeri, Paolu, Gabrijelu i sina Jean-Paula.
Utemeljio je grupaciju Luksic, u kojoj su među ostalima Antofagasta PLC, Minera Los Pelambres, Minera Michilla i Minera El Tesoro.
Od 1982. do 2004. godine vodio je poduzeće Antofagasta PLC, koje se bavilo uglavnom rudnicima bakra. Godine 2004. Luksic je kupio Banco de Chile. Procjenjuje se da su Andrónico Luksic i njegova obitelj stekli 4 milijarde američkih dolara, te su po časopisu Forbes bili na 132. mjestu po bogatstvu.
Luksic je pomagao pri diplomatskom priznanju Hrvatske, a novinarima je prigodom posjeta njegovom ranču izjavio: "Ne možete zamisliti koliko mi je važno što ste novinari iz Hrvatske jer sam sa svojom krvlju".
Listopada 2012. godine Bloombergov indeks milijardera svrstao je Luksicevu suprugu Iris Fontbonu kao 33. osobu na svijetu po bogatstvu - procijenjena neto vrijednost njezine imovine iznosila je 19,7 milijardâ dolara.